# Belvosia pollinosa
Belvosia pollinosa là một loài ruồi trong họ Tachinidae.